# شبكة البث مايل
شبكة البث مايل (تختصر MBN، بالكورية: 주식회사 매일방송) هي شبكة تلفزيونية مدفوعة كبلية، كورية جنوبية تديرها صحيفة مايل للأعمال.

## تاريخ
تأسست في البداية في 23 سبتمبر 1993، باسم تلفزيون مايل للأعمال، وتم تغيير الاسم لاحقًا إلى شبكة البث مايل في مارس 2011. عملت المحطة كقناة إخبارية حتى 1 ديسمبر 2011، حيث تحولت إلى قناة تلفزيونية عامة متنوعة تبث عبر الكابل، وأطلقت تحت اسم ام بي إن جنبًا إلى جنب مع جاي تي بي سي وشانل أ وتشوسون تي في.

## برامج

### دراما

#### الاثنين - الثلاثاء
- لا بأس لأنني أم (28-29 سبتمبر 2015)
- زوجتي الخطيرة (5 أكتوبر – 24 نوفمبر 2025)

#### من الإثنين إلى الجمعة
- "تعال، تعال، تعال حتمًا" (5 ديسمبر 2020 - 2 مارس 2020)

#### من الإثنين إلى السبت
- ايدول مصاص الدماء (٥ ديسمبر 2011 - 30 مارس 2012)

#### الأربعاء
- يوننام دونغ 539 (10 يناير - ٢٨ مارس 2018)
- السائق (2 فبراير 2022)

### الأربعاء-الخميس
- "الرجل الغني" (14 مايو - 28 يونيو 2018، مع دراماكس)
- "حب الساحرة" (25 يوليو - 30 أغسطس 2018)
- "سعادة شيطانية" (5 سبتمبر - 25 أكتوبر 2018، مع دراماكس)
- "تنبيه الحب" (31 أكتوبر - 20 ديسمبر 2018، مع دراماكس)
- "أفضل دجاج" (2 يناير - 7 فبراير 2019، مع دراماكس)
- "الحياة الزمنية المفقودة" (13-14 فبراير 2019)
- "الارتقاء" (10 يوليو - 15 أغسطس 2019، مع Dramax)
- "عائلة أنيقة" (21 أغسطس - 17 أكتوبر 2019، مع دراماكس)
- " الراعي" (23 فبراير - 6 أبريل 2022، مع iHQ)
- " السيدة الأولى" (24 سبتمبر 2025)

#### الجمعة
- طرق (10 أغسطس 2012)

#### الجمعة - السبت
- ممحاة الذاكرة السيئة (2 أغسطس - 21 سبتمبر 2024)

### السبت-الأحد
- "ماهو" (3 ديسمبر 2011 - 5 فبراير 2012)
- "جريء يوما بعد يوم" (3 ديسمبر 2011 - 1 أبريل 2012)
- "دموع السماء" (11 أكتوبر 2014 - 3 يناير 2015)
- "اعجاب راقي" (14 نوفمبر 2015 - 17 يناير 2016)
- "بوسام: سرقة المصير" (1 مايو - 4 يوليو 2021)
- "انتقام الزواج المثالي" (28 أكتوبر - 3 ديسمبر 2023)
- "ولي العهد المفقود" (13 أبريل - 16 يونيو 2024)

### اخبار
- إم بي إن أخبار السابعة

### منوعات
- بطبيعة الحال (2019–2020)
- عودة ملكة جمال (2020–2021)
- الطبخ الوطني بانج بانج كوك (2021–مستمر)
- الأصل – أ، بي، أو ماذا؟ (2022)
- ""غضب تروتمان"" (2022–مستمر)[2]

## شعارات

من 1 مارس 2002 – 3 يناير 2005